# 남위 53도
남위 53도는 적도로부터 남쪽으로 53도 떨어진 위선이다. 대서양, 인도양, 태평양, 남아메리카를 지난다. 
이 위도에서의 일조시간은 하지일 때 16시간 56분, 동지일 때 7시간 34분이다.

## 지나가는 지역
남위 53도선은 본초 자오선에서 동쪽 방향으로 다음 지역들을 지나간다.
| 좌표                                                   | 국가·지역·해역 | 비고                                                          |
| ------------------------------------------------------ | -------------- | ------------------------------------------------------------- |
| 남위 53° 0′ 동경 0° 0′  / 남위 53.000° 동경 0.000°     | 대서양         |                                                               |
| 남위 53° 0′ 동경 20° 0′  / 남위 53.000° 동경 20.000°   | 인도양         | 오스트레일리아의 허드 맥도널드 제도 북쪽 통과                 |
| 남위 53° 0′ 동경 73° 15′  / 남위 53.000° 동경 73.250°  | 오스트레일리아 | 허드 맥도널드 제도                                            |
| 남위 53° 0′ 동경 73° 25′  / 남위 53.000° 동경 73.417°  | 인도양         |                                                               |
| 남위 53° 0′ 동경 147° 0′  / 남위 53.000° 동경 147.000° | 태평양         |                                                               |
| 남위 53° 0′ 서경 74° 28′  / 남위 53.000° 서경 74.467°  | 칠레           | 마가야네스주 데소라시온섬                                     |
| 남위 53° 0′ 서경 73° 57′  / 남위 53.000° 서경 73.950°  | 태평양         | 마젤란 해협                                                   |
| 남위 53° 0′ 서경 73° 25′  / 남위 53.000° 서경 73.417°  | 칠레           | 마가야네스주 - 무뇨스가메로 반도와 리에스코섬                 |
| 남위 53° 0′ 서경 71° 52′  / 남위 53.000° 서경 71.867°  | 태평양         | 세노 오트웨이                                                 |
| 남위 53° 0′ 서경 71° 15′  / 남위 53.000° 서경 71.250°  | 칠레           | 마가야네스주 브룬스윅 반도                                    |
| 남위 53° 0′ 서경 70° 49′  / 남위 53.000° 서경 70.817°  | 태평양         | 마젤란 해협                                                   |
| 남위 53° 0′ 서경 70° 24′  / 남위 53.000° 서경 70.400°  | 칠레           | 마가야네스주 - 티에라델푸에고섬                               |
| 남위 53° 0′ 서경 68° 36′  / 남위 53.000° 서경 68.600°  | 아르헨티나     | 티에라델푸에고주 - 티에라델푸에고섬                           |
| 남위 53° 0′ 서경 68° 15′  / 남위 53.000° 서경 68.250°  | 대서양         | 포클랜드 제도( 아르헨티나가 영유권을 주장) 뷰첸섬 남쪽을 통과 |

## 같이 보기
- 남위 52도
- 남위 54도